# Bolton (East Riding of Yorkshire)
Bolton – wieś w Anglii, w hrabstwie East Riding of Yorkshire, w dystrykcie (unitary authority) East Riding of Yorkshire. Leży 41 km na północny zachód od miasta Hull i 277 km na północ od Londynu. W 1931 roku civil parish liczyła 130 mieszkańców. Bolton jest wspomniana w Domesday Book (1086) jako Bodelton.